# Formozotroctes toulgoeti
Formozotroctes toulgoeti är en skalbaggsart som beskrevs av Tavakilian och Néouze 2007. Formozotroctes toulgoeti ingår i släktet Formozotroctes och familjen långhorningar. Inga underarter finns listade i Catalogue of Life.